# 我死之后，哪管洪水滔天
我死之后，哪管洪水滔天（法語：Après moi, le déluge，發音：[apʁɛ mwa lə delyʒ]，字面意思是“在我之后，洪水”），或寫为（發音：[apʁɛ nu lə delyʒ]；“在我们之后，洪水”），是法国国王路易十五的一句名言，是他对他最喜欢的蓬帕杜夫人说過的一句話，它通常被认为是某個人並不關心他去世后的事情發展。漢語中的翻譯最初出現在《中国可以说不》一書，和法語原文並不完全一致。
该短语本身指的是圣经中的大洪水，据说可以追溯到1757年罗斯巴赫战役之后，这场战役对法国人来说是灾难性的。一种说法称，路易十五在为艺术家莫里斯·康坦·德·拉图尔摆姿势时，他被發現很沮丧，蓬巴杜夫人就開導他：“我们不应该悲伤；你会生病的。在我们之后，洪水（自然到来）（法語：Il ne faut point s'affliger; vous tomberiez malade。Après nous, le déluge）。”另一种说法称，夫人用這句話来嘲笑部长们对她的奢侈行为的反对。
这句话也经常被视为预言法国大革命以及相应给法国带来的毁灭。